# کیم جین یونگ
کیم جین یونگ (کره‌ای: 김진영؛ زادهٔ ۱۳ فوریه ۲۰۰۳) بازیگر اهل کره جنوبی است. او بیشتر به خاطر ایفای نقش کیم جی مین در مجموعه تلویزیونی نتفلیکس، ما همه مرده‌ایم (۲۰۲۲) شناخته می‌شود.

## فیلم‌شناسی

### فیلم
| سال  | عنوان          | نقش       | منابع |
| ---- | -------------- | --------- | ----- |
| ۲۰۱۶ | خوابیده        | جین یونگ  | [ ۱ ] |
| ۲۰۱۹ | مسائل خانوادگی | گیو ریم   | [ ۸ ] |
| ۲۰۱۹ | تقصیر تو نیست  | هیون جونگ | [ ۹ ] |
| ۲۰۲۰ | گرل مال‌سوک     | جین یونگ  | [ ۱ ] |

### مجموعه تلویزیونی
| سال  | عنوان          | نقش       | منابع  |
| ---- | -------------- | --------- | ------ |
| ۲۰۲۲ | ما همه مرده‌ایم | کم جی مین | [ ۱۰ ] |

### حضور در موزیک ویدئو
| سال  | عنوان       | آرتیست   | منابع  |
| ---- | ----------- | -------- | ------ |
| ۲۰۲۰ | «That's it» | هوپی‌پولا | [ ۱۱ ] |